# Naturschutzgebiet Rheinaue Friemersheim
Das Naturschutzgebiet Rheinaue Friemersheim liegt am linken Rheinufer im Duisburger Bezirk Rheinhausen, Stadtteil Friemersheim. Seit dem 27. Juli 1979 ausgewiesen und 1991 erweitert, umfasst es heute 262 Hektar.

## Lage

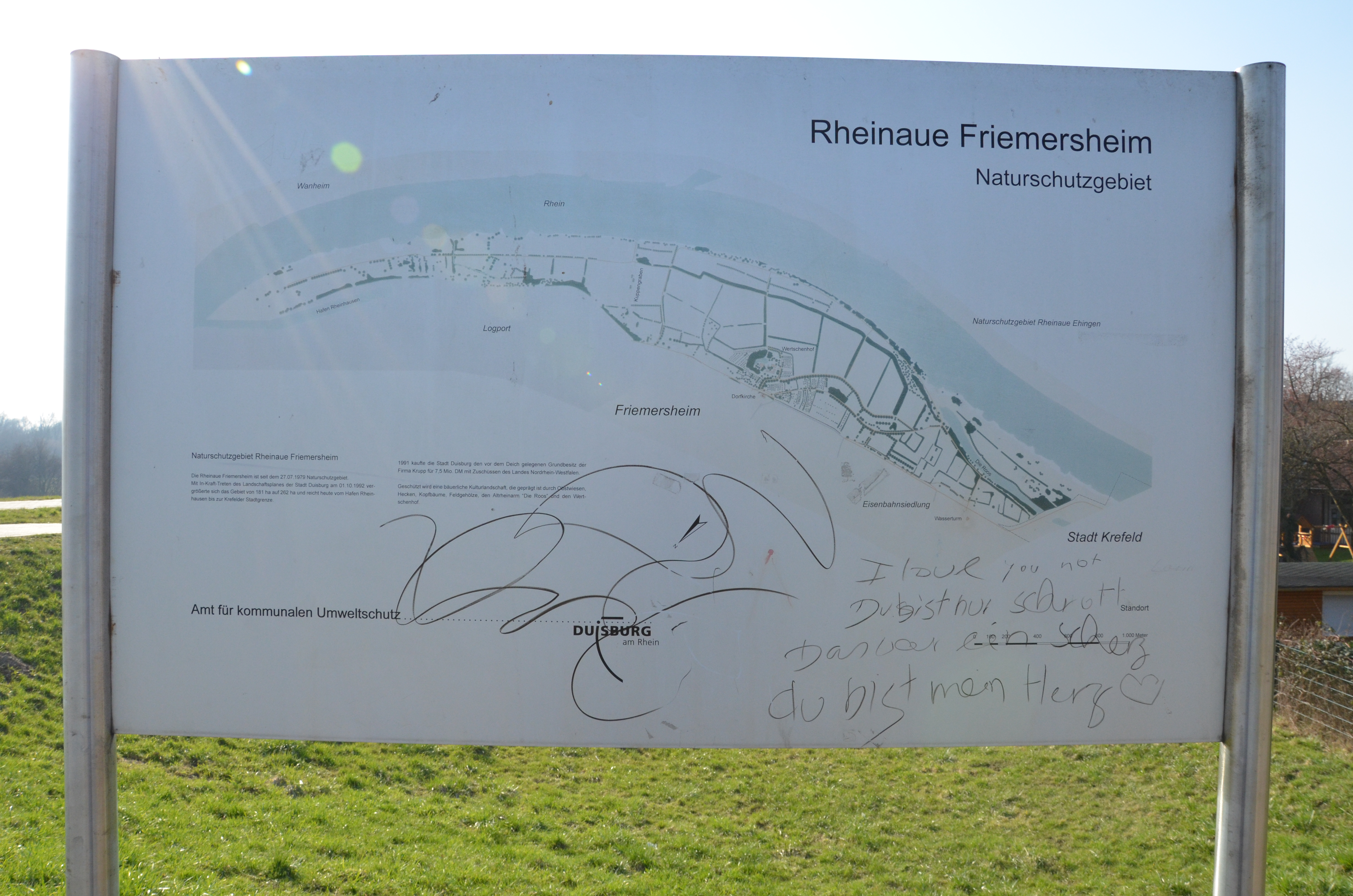
Lageplan des Naturschutzgebietes

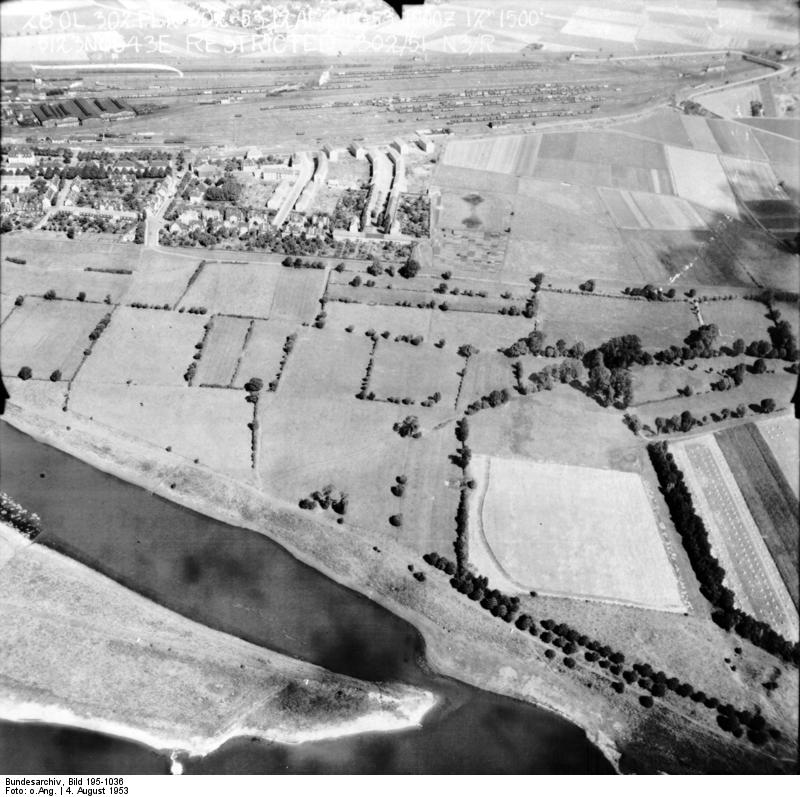
Das Gelände vor der Einrichtung des Naturschutzgebietes (Luftbild aus dem Jahre 1953)

Das Naturschutzgebiet reicht vom Hafen des ehemaligen Kruppschen Hüttenwerkes im Norden über sechs Kilometer Länge und maximal 700 Meter Breite bis zur Stadtgrenze Krefeld im Süden. 1991 kaufte die Stadt Duisburg von der Firma Krupp den hinter dem Deich gelegenen Grundbesitz für 7,5 Millionen DM (ca. 3,8 Mio. Euro), unterstützt durch das ÖPEL-Programm des Landes Nordrhein-Westfalen mit 3,9 Millionen DM, ca. 2 Mio. Euro. 1992 wurde mit dem neuen Landschaftsplan der Stadt das Gebiet von 186 auf 262 Hektar erweitert. Seither wurden rund 51.000 Bäume und Sträucher angepflanzt, davon 450 Obstbäume mit alten Streuobstsorten.

## Naturschutz
Das Naturschutzgebiet umfasst:

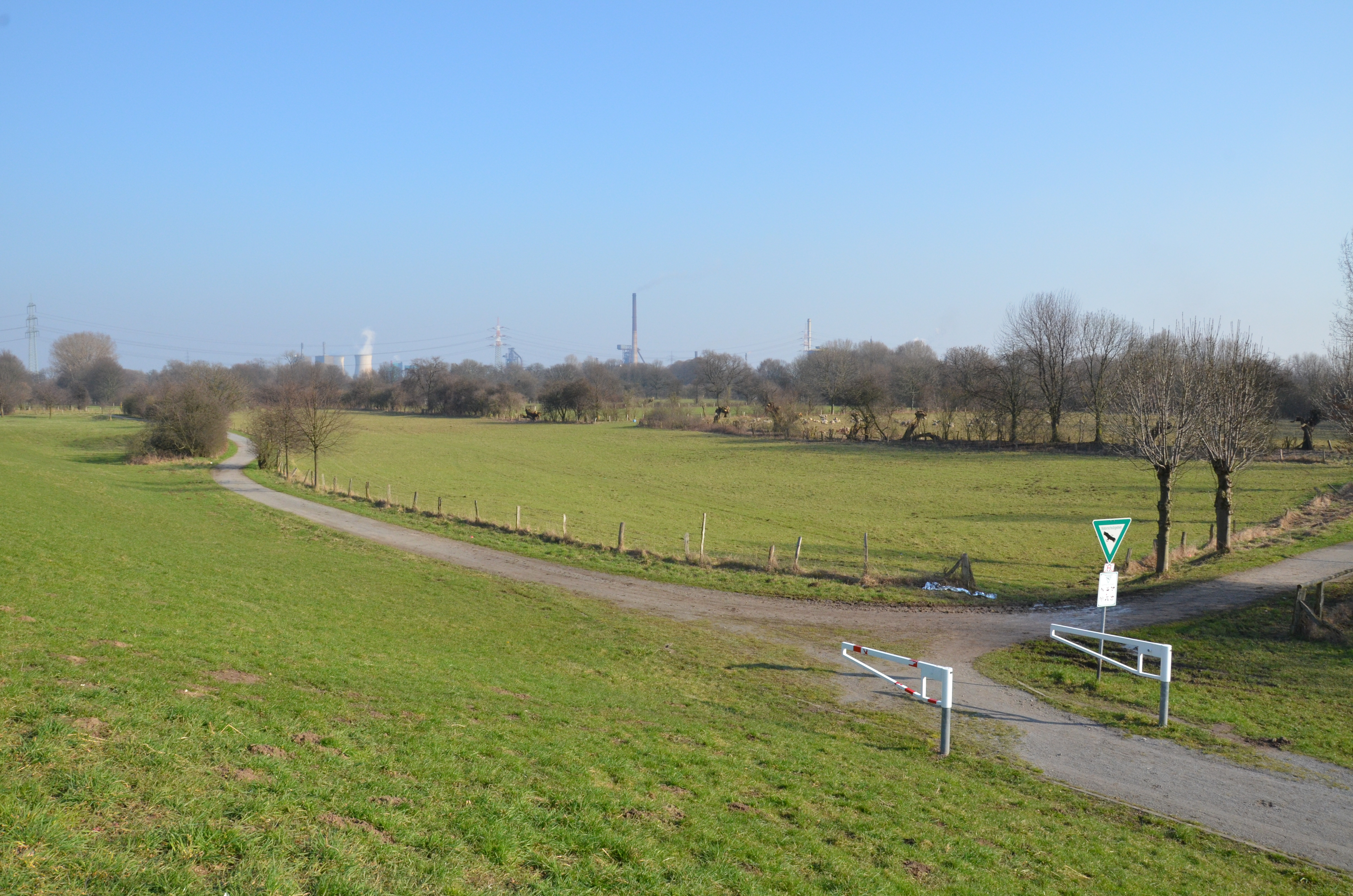
Blick vom Deich auf das Naturschutzgebiet ohne …

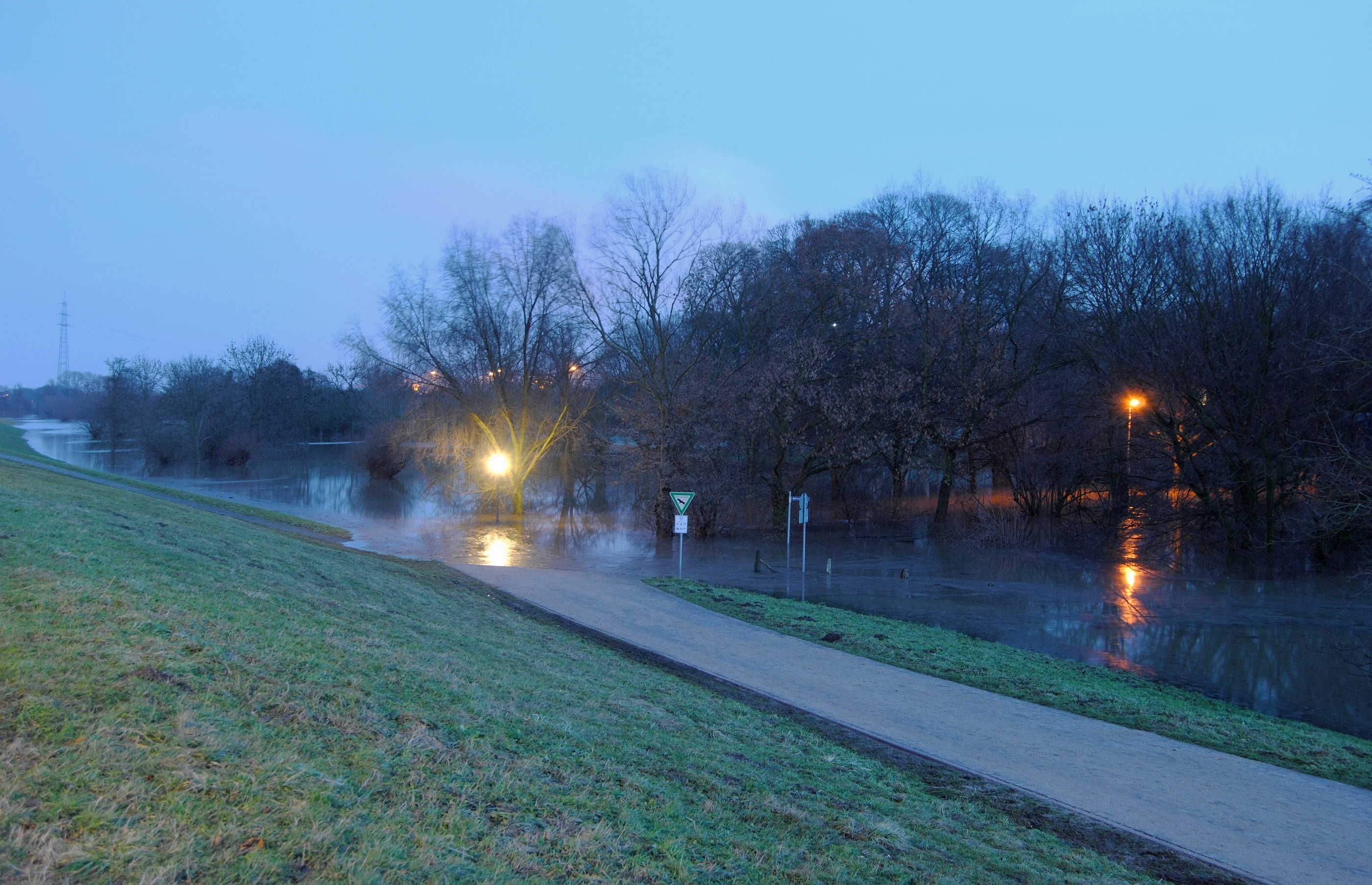
… und mit Rheinhochwasser

- das natürliche Überschwemmungsgebiet des Rheins
- das naturlandschaftlich bedeutende Rheinufer
- die dahinterliegende Deichlandschaft
- den Altrheinarm „De Roos“
- den Werthschenhof, der umliegende Flächen mit biologisch-ökologischer Landwirtschaft bewirtschaftet
- Bestände von ausgedehnten Obstwiesen mit alten Sorten wie Rheinischer Krummstiel oder Bohnapfel
- Hecken und Kopfbäume am Altarm und oberhalb des Deiches
- den renaturierten Bachlauf „Kuppengraben“

Als schützenswerte Pflanzenarten sind insbesondere ausgewiesen:
- Grünlandbewohner
- Bewohner der Rheinuferbänke, die abhängig vom Wasserstand sind
- Feuchtwiesenarten an der Roos mit Schlammuferbewohnern
- Arten der nährstoffreichen Weg- und Gebüschsäume
- Wasserpflanzengesellschaften der stehenden und fließenden Gewässer

Von den rund 600 nachgewiesenen Pflanzensippen sind 10 % auf der Roten Liste verzeichnet.

## Landschaft und Landschaftspflege
Die Hecken, Gebüsche und weiteren Gehölzbestände gehen häufig ineinander über und stellen wichtige Schattenbereiche dar.
Der stark schwankende Wasserstand des Rheins führt während des Winterhochwassers zu einem beständigen Verbindungsstrang zum Altarm Roos und damit zu einem relativ hohen Wasserstand dort. Im Sommer verwandelt sich die Roos dagegen durch den sinkenden Wasserstand in eine großflächige Schlammflur.
Als naturschützende und landschaftspflegende Maßnahmen werden durchgeführt:
- Mahd der Salbei-Wiesen und verstaudenden Grünlandbereiche
- extensive Schafbeweidung des Deichvorlandes
- extensive Bewirtschaftung der Mähwiesen
- extensive Beweidung durch Rinder, und das auch nur in Hofnähe
- Pflege und Verjüngung der Obstwiesen, dabei Erhalt der abgestorbenen Bäume als Mistelnträger
- Besucherführung auf markierten Wegen und Reduzierung des Hundekots durch ausgewiesene Hundeplätze

## Tierwelt
Als Folge der regelmäßigen Pflanzungen kehrte in den letzten 20 Jahren die urwüchsige Natur nach und nach zurück. Damit fanden auch selten gewordene Insekten, Niederwild, Vögel und Amphibien zurück ins Rheinvorland.
Im Bereich der Roos und des Kuppengrabens wurden sechzehn verschiedene Libellenarten nachgewiesen, unter anderem die Gebänderte Prachtlibelle, die Pokal-Azurjungfer und das Große Granatauge. Der insgesamt mäßige Libellenbestand wird auf den geringen Uferbewuchs und den Fischreichtum der Roos zurückgeführt. Der Bestand an Heuschrecken ist ebenfalls unter Durchschnitt, was auf die intensive Nutzung der Grünlandflächen zurückgeführt wird. Wassergebundene Amphibien fehlen aufgrund der nicht vorhandenen Laichgewässer fast völlig.
Neben Hasen, Fasanen und Rebhühnern sind Fledermäuse, Wiesel und Mäuse ebenfalls nachgewiesen. Dank der Kopfweiden lassen sich auch für Duisburg seltene Tierarten wie der Steinkauz in der Rheinaue nieder. Die Streuobstwiesen bieten dem Steinkauz ein Jagdrevier für seine Beute: Mäuse, kleine Vögel, Insekten und Regenwürmer.